# Apollo Beach
Apollo Beach ist ein census-designated place (CDP) im Hillsborough County im US-Bundesstaat Florida mit 26.002 Einwohnern (Stand: 2020).

## Geografie
Apollo Beach liegt im Süden Floridas an der Tampa Bay und etwa 25 km südlich von Tampa. Apollo Beach liegt ganz in der Nähe der in Nord-Süd-Richtung verlaufenden Interstate 75 und wird vom Tamiami Trail (U.S. 41) durchquert. Der Ort ist über den Tampa International Airport zu erreichen, der rund 40 km entfernt liegt.

### Klima
Das Klima ist mild und warm, leicht mit einem leichten Wind von See. Statistisch regnet es in den Sommermonaten an durchschnittlich 40 % der Tage, wenn auch nur kurzfristig. Die höchsten Temperaturen sind im Mai bis Oktober, mit bis zu 33 °C. Die kältesten Monate von Dezember bis Februar mit durchschnittlich nur 12 °C. Schneefall ist in der Region nahezu unbekannt.

## Religionen
In Apollo Beach gibt es derzeit 3 verschiedene Kirchen. Eine Baptistenkirche, die Church of Jesus Christ of Latter Days Saints, sowie eine Lutherische Kirche. Nondenominationelle Kirchen gibt es keine (Stand: 2004).

## Demographische Daten
Laut der Volkszählung 2010 verteilten sich die damaligen 14.055 Einwohner auf 6.694 Haushalte. Die Bevölkerungsdichte lag bei 956,1 Einw./km². 86,4 % der Bevölkerung bezeichneten sich als Weiße, 5,9 % als Afroamerikaner, 0,4 % als Indianer und 2,5 % als Asian Americans. 2,6 % gaben die Angehörigkeit zu einer anderen Ethnie und 2,2 % zu mehreren Ethnien an. 12,7 % der Bevölkerung bestand aus Hispanics oder Latinos.
Im Jahr 2010 lebten in 29,4 % aller Haushalte Kinder unter 18 Jahren sowie 27,2 % aller Haushalte Personen mit mindestens 65 Jahren. 74,4 % der Haushalte waren Familienhaushalte (bestehend aus verheirateten Paaren mit oder ohne Nachkommen bzw. einem Elternteil mit Nachkomme). Die durchschnittliche Größe eines Haushalts lag bei 2,46 Personen und die durchschnittliche Familiengröße bei 2,81 Personen.
22,6 % der Bevölkerung waren jünger als 20 Jahre, 22,0 % waren 20 bis 39 Jahre alt, 31,4 % waren 40 bis 59 Jahre alt und 24,0 % waren mindestens 60 Jahre alt. Das mittlere Alter betrug 44 Jahre. 49,3 % der Bevölkerung waren männlich und 50,7 % weiblich.
Das durchschnittliche Jahreseinkommen lag bei 68.368 $, dabei lebten 6,3 % der Bevölkerung unter der Armutsgrenze.
Im Jahr 2000 war Englisch die Muttersprache von 87,48 % der Bevölkerung, spanisch sprachen 10,75 % und 1,77 % hatten eine andere Muttersprache.

## Wirtschaft
Eine nennenswerte Industrie gibt es nicht. Die hauptsächlichen Beschäftigungszweige sind: Ausbildung, Gesundheit und Soziales: (16,6 %), Handel / Einzelhandel: (13,2 %), Zukunftstechnologien, Management, Verwaltung: (3,0 %).

## Schulen
- Apollo Beach Elementary School mit etwa 730 Schülern

## Kliniken
In Apollo Beach gibt es keine Kliniken. Wer medizinische Hilfe in einer Klinik in Anspruch nehmen muss, hat in der näheren Umgebung folgende Auswahl:
- South Bay Hospital in Sun City Center, etwa 10 km entfernt
- St. Josephs Hospital in Tampa, etwa 13 km entfernt
- Kindred Hospital Bay Area Tampa in Tampa, etwa 18 km entfernt

## Parks und Sportmöglichkeiten
Es gibt ein kleines Angebot von verschiedenen Stadtparks sowie mehrere sportliche Einrichtungen sowie Spielwiesen und Möglichkeiten zum Camping und Grillen. An Sportmöglichkeiten gibt es alles, was am Strand an Sport ausgeführt werden kann.